# Dadaab
Dadaab, Dhadhaab en somali, est une ville du comté de Garissa, au Kenya. Proche de la frontière somalienne, elle est connue pour être au centre d'un ensemble de camps de réfugiés, qui constituent ensemble « le plus grand camp de réfugiés du monde ».
Au total, le camp de Dadaab compterait près de 500 000 réfugiés à la mi-2012. Ce nombre est dépassé en 2018 par le camp de Kutupalong.

## Création et organisation des camps de réfugiés de Dadaab
Le « camp de réfugiés de Dadaab » est en fait un ensemble de camps situés autour de Dadaab : les camps de Ifo, de Dagahaley, de Hagadera et, depuis 2011, les camps de Kambios, Ifo2 et Ifo3. Ces camps se situent dans une zone d’environ 50 kilomètres carrés dans un rayon de 18 kilomètres autour de Dadaab.
Les trois premiers camps de réfugiés de Dadaab ont été créés au début des années 1990. Les réfugiés de la guerre civile en Somalie se sont d’abord fixés à Ifo où le HCR a créé un camp en septembre 1991. Face à l’accroissement de la population d’Ifo, le HCR supervisa la création du camp de Hagadera, ouvert en mars 1992, et de Dagahaley, ouvert en juin 1992.
La gestion des camps a été assurée depuis leur création par le HCR, avec l’association humanitaire CARE comme principal partenaire. La principale agence chargée de l’alimentation est le Programme alimentaire mondial (PAM). Les problèmes d’environnement de gestion des déchets sont principalement gérés par l'agence de coopération technique allemande pour le développement GTZ. En 2011, 25 organisations humanitaires étaient actives à Dadaab, la coordination de leurs activités étant assurée par le HCR.

## Évolution de la population des camps

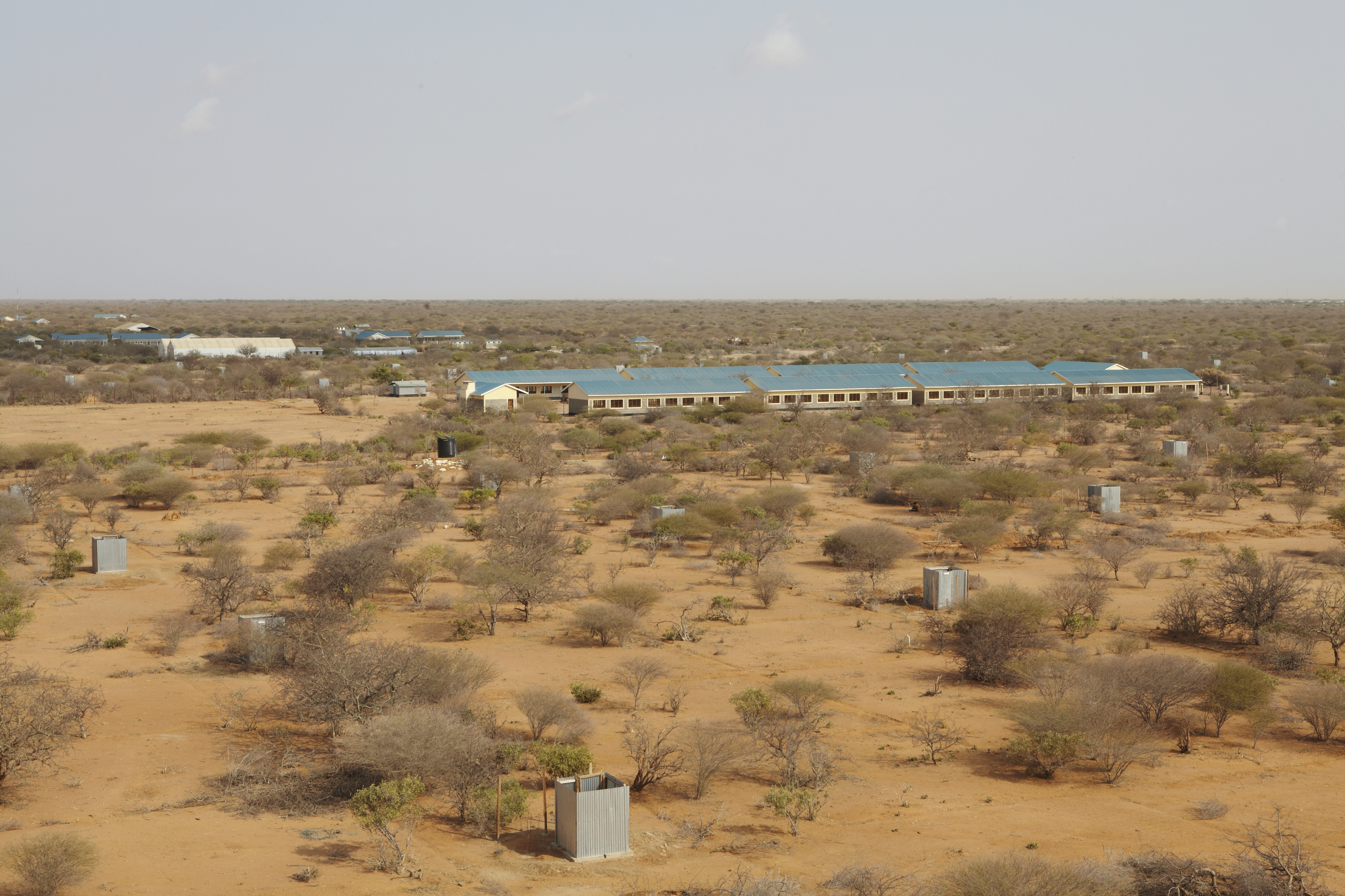
Le camp de Ifo 2 avant son ouverture

En 2004, on estimait à 144 000 le nombre de réfugiés dans la région de Dadaab : 52 200 à Ifo, 51 900 à Hagadera, 34 500 à Dagahaley et 5 200 dans la ville de Dadaab, sur un total de 240 000 réfugiés pour l’ensemble du Kenya.
En 2006, la région fut victime d’inondations qui coupèrent la seule route d’accès à la ville et aux camps. Les inondations détruisirent environ deux mille logements dans le camp d’Ifo, nécessitant la réinstallation de plus de dix mille réfugiés.
À partir de 2007, le nombre de réfugiés s’est accru considérablement et la population des camps a doublé en moins de deux ans.
En 2008, les autorités kényanes fermaient la frontière avec la Somalie et les nouveaux arrivants s’installaient sans avoir été enregistrés. Les camps accueillaient plus de 58 000 nouveaux réfugiés en 2008.
En janvier 2009, la population des camps était estimée à presque 250 000 ; en 2010, elle atteignait 300 000, alors que les trois camps d’Hagadera, Ifo et Dagahaley avait été prévus à l’origine pour l’accueil de 90 000 personnes.
La population des camps s’est considérablement accrue en 2011 à la suite de la crise alimentaire de 2011 dans la Corne de l'Afrique. En juillet de la même année, on estimait à 439 000 la population totale des camps et à plus de 1 000 le nombre de nouveaux réfugiés arrivant chaque jour. En juillet 2011, des milliers de réfugiés étaient installés provisoirement dans le camp Ifo3, sous-équipé et dépourvu de structure hospitalière, alors que le camp Ifo2 tout proche et déjà équipé de puits, de latrines, de douches, d'électricité, d'abris et d'écoles, restait inoccupé. Ce camp Ifo2 avait été créé à la suite des inondations de 2007 avec l’aide du Conseil norvégien pour les réfugiés (Norwegian Refugee Council). Mais son ouverture avait été retardée en raison de problèmes administratifs et légaux avec les autorités kényanes. Il n’est devenu opérationnel qu’à la fin de 2011[réf. nécessaire].
Dadaab était devenu le plus grand camp de réfugiés du monde. À la fin septembre 2011, 453 277 réfugiés étaient enregistrés pas le HCR, auxquels il faut ajouter plusieurs milliers qui ne l’étaient pas encore. Vers la fin 2011, le flux de réfugiés continuait mais à moindre échelle. En février 2012, 463 023 réfugiés étaient enregistrés ; en mai 2012, ils étaient 465 611. Avec les réfugiés non enregistrés, le total à la mi-2012 s’approchait du demi-million, alors que le nombre de réfugiés somaliens dans la corne de l’Afrique dépassait le million en juillet 2012.
Les réfugiés des camps de Dadaab sont principalement (de 95 à 98 %) des ressortissants de la Somalie, la plupart somalis (surtout de clans Darod) de confession musulmane, mais aussi des membres de diverses minorités ethniques de Somalie, notamment des Bantous (Jareer, Gosha ou Mushunguli). On trouve aussi un petit nombre de réfugiés de diverses nationalités : Soudan, Éthiopie, Congo, Rwanda, Ouganda, souvent chrétiens. La population locale est composée principalement de Somalis de nationalité kényane.

## Les problèmes des camps

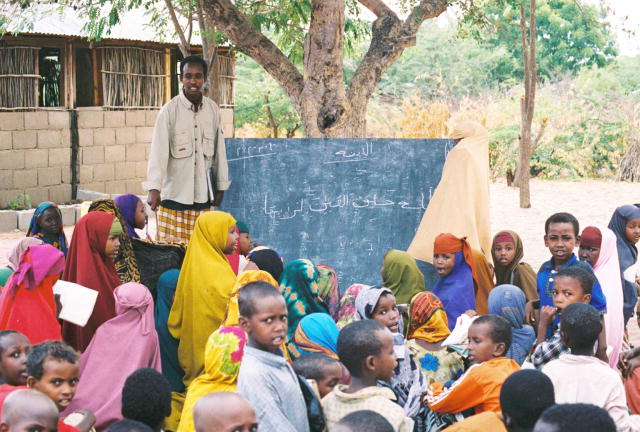
Une école en plein air dans un camp de réfugiés de Dadaab

Comme dans la plupart des camps de réfugiés en Afrique, les principaux problèmes immédiats sont la malnutrition, la santé, l'assainissement et le logement.
La création des camps a été suivie très rapidement par la déforestation rapide de toute la région.
La sécurité dans la région a toujours été précaire. Les véhicules des organisations humanitaires sont souvent attaqués. Se déplacer la nuit est dangereux et un couvre-feu a été instauré.
Un problème récurrent est l’insécurité à laquelle les femmes et les enfants doivent faire face.
Les possibilités d'emploi sont limitées. Les réfugiés de Dadaab sont principalement des nomades et des pasteurs qui ont tout perdu en fuyant la Somalie. La plupart ont laissé leurs troupeaux en Somalie ou les ont perdus en route. Les réfugiés n’ont pas l’autorisation de travailler en dehors des camps. Ceux qui possèdent du bétail (notamment des chameaux) ne peuvent le faire entrer dans le camp et le font garder à l’extérieur par des habitants des lieux. On trouve aussi parmi les réfugiés quelques agriculteurs dont beaucoup sont originaires de la vallée de la Jubba, des fonctionnaires et des commerçants.
En octobre 2011, trois travailleurs humanitaires étaient enlevés, dont deux de MSF. En raison de l’insécurité croissante, les activités d’assistance non vitale étaient interrompues et l’enregistrement des nouveaux arrivants cessait. Mais l’assistance vitale, le fonctionnement des écoles et la vaccination des nouveaux arrivants continuaient.
Début 2012, la situation s’est plus ou moins stabilisée, grâce à une pluviométrie meilleure qu’espérée et au retour des eaux dans les rivières asséchées. Les efforts ont plus porté sur la réhabilitation, avec la création de canaux d’irrigation et la distribution de semences[réf. nécessaire].